# Beuluec
Beuluec (en francès Beaulieu-sur-Sonnette) és un municipi occità, situat al departament del Charente i a la regió de la Nova Aquitània. L'any 2007 tenia 284 habitants.

## Demografia

### Població
El 2007 la població de fet de Beuluec era de 284 persones. Hi havia 132 famílies de les quals 44 eren unipersonals (20 homes vivint sols i 24 dones vivint soles), 52 parelles sense fills, 28 parelles amb fills i 8 famílies monoparentals amb fills.
La població ha evolucionat segons el següent gràfic:
Habitants censats

### Habitatges
El 2007 hi havia 189 habitatges, 132 eren l'habitatge principal de la família, 46 eren segones residències i 11 estaven desocupats. 185 eren cases i 3 eren apartaments. Dels 132 habitatges principals, 108 estaven ocupats pels seus propietaris, 15 estaven llogats i ocupats pels llogaters i 9 estaven cedits a títol gratuït; 1 tenia una cambra, 7 en tenien dues, 23 en tenien tres, 37 en tenien quatre i 64 en tenien cinc o més. 54 habitatges disposaven pel capbaix d'una plaça de pàrquing. A 71 habitatges hi havia un automòbil i a 44 n'hi havia dos o més.

### Piràmide de població
La piràmide de població per edats i sexe el 2009 era:
| Homes | Edats   | Dones |
| ----- | ------- | ----- |
| 0     | 95 o +  | 0     |
| 0     | 90 a 94 | 0     |
| 4     | 85 a 89 | 8     |
| 4     | 80 a 84 | 8     |
| 12    | 75 a 79 | 8     |
| 8     | 70 a 74 | 12    |
| 12    | 65 a 69 | 16    |
| 4     | 60 a 64 | 8     |
| 8     | 55 a 59 | 8     |
| 8     | 50 a 54 | 8     |
| 12    | 45 a 49 | 16    |
| 4     | 40 a 44 | 4     |
| 0     | 35 a 39 | 4     |
| 16    | 30 a 34 | 8     |
| 8     | 25 a 29 | 8     |
| 4     | 20 a 24 | 12    |
| 4     | 15 a 19 | 0     |
| 0     | 10 a 14 | 8     |
| 4     | 5 a 9   | 8     |
| 0     | 0 a 4   | 0     |

## Economia
El 2007 la població en edat de treballar era de 167 persones, 103 eren actives i 64 eren inactives. De les 103 persones actives 93 estaven ocupades (51 homes i 42 dones) i 10 estaven aturades (5 homes i 5 dones). De les 64 persones inactives 27 estaven jubilades, 9 estaven estudiant i 28 estaven classificades com a «altres inactius».

### Ingressos
El 2009 a Beaulieu-sur-Sonnette hi havia 131 unitats fiscals que integraven 271,5 persones, la mediana anual d'ingressos fiscals per persona era de 13.591 €.

### Activitats econòmiques
Dels 16 establiments que hi havia el 2007, 2 eren d'empreses alimentàries, 1 d'una empresa de fabricació d'altres productes industrials, 5 d'empreses de construcció, 5 d'empreses de comerç i reparació d'automòbils, 1 d'una empresa financera, 1 d'una empresa de serveis i 1 d'una entitat de l'administració pública.
Dels 5 establiments de servei als particulars que hi havia el 2009, 1 era un taller de reparació d'automòbils i de material agrícola, 1 paleta, 1 guixaire pintor, 1 lampisteria i 1 empresa de construcció.
Dels 2 establiments comercials que hi havia el 2009, 1 era una botiga de menys de 120 m² i 1 una carnisseria.
L'any 2000 a Beaulieu-sur-Sonnette hi havia 9 explotacions agrícoles.

## Poblacions més properes
El següent diagrama mostra les poblacions més properes.